# Contea di Murrindindi
La contea di Murrindindi è una local government area che si trova nello Stato di Victoria. Si estende su una superficie di 3.889 chilometri quadrati e ha una popolazione di 13.058 abitanti. La sede del consiglio si trova a Alexandra.